# Rebberg (Biel/Bienne)
Rebberg (französisch Vignoble) ist das flächenmässig zweitgrösste Quartier der Stadt Biel/Bienne. Es befindet sich über der Stadt erhöht an beginnenden Hängen des Jurasüdfusses. Es wird in die Stadtviertel Rebberg und Beaumont unterteilt. Umgangssprachlich ist die Bezeichnung Beaumont für das ganze Quartier viel geläufiger als Rebberg.

## Geographie
Am Hangfuss befindet sich die Römerquelle.

## Schulen
Das Gymnasium Alpenstrasse und die Berner Fachhochschule Technik und Informatik befinden sich in diesem Quartier.

## Wirtschaft
Das Spitalzentrum Biel und das Kinderspital Wildermeth befinden sich in diesem Quartier.

## Infrastruktur
Der Werkhof der Burgergemeinde Biel befindet sich im östlichen Teil des Quartiers.

## Verkehr
Die Tal- und Mittelstation der 1898 eingeweihten Standseilbahn, der Biel-Leubringen-Bahn, welche Biel mit Leubringen verbindet, befinden sich hier.